# Дјуивил (Јута)
Дјуивил (енгл. Deweyville) град је у америчкој савезној држави Јута.

## Демографија
По попису из 2010. године број становника је 332, што је 54 (19,4%) становника више него 2000. године.
| Група             | 2000.       | 2010.       |
| Белци             | 266 (95,7%) | 321 (96,7%) |
| Афроамериканци    | 0 (0,0%)    | 1 (0,3%)    |
| Азијати           | 2 (0,7%)    | 1 (0,3%)    |
| Хиспаноамериканци | 6 (2,2%)    | 3 (0,9%)    |
| Укупно            | 278         | 332         |